# Apicia megasa
Apicia megasa är en fjärilsart som beskrevs av Druce 1892. Apicia megasa ingår i släktet Apicia och familjen mätare. Inga underarter finns listade i Catalogue of Life.